# The quick brown fox jumps over the lazy dog

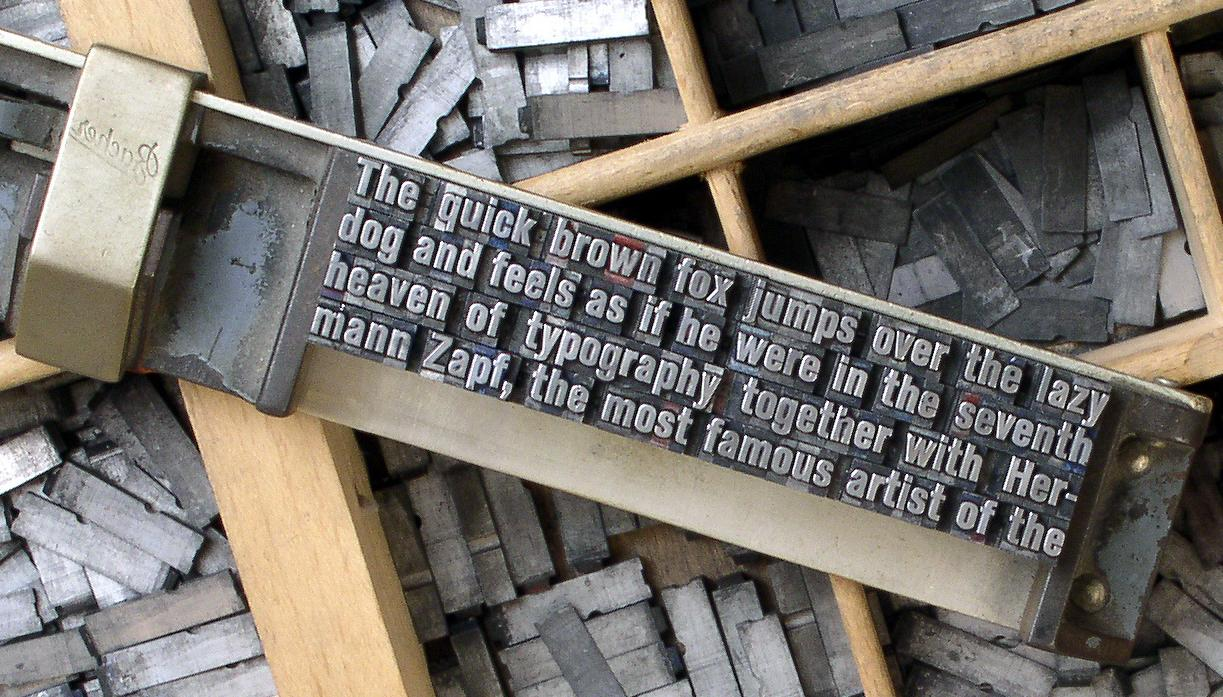
الجملة على قطعة حرف معدني متحرك (الصورة معكوسة لتسهيل قرائتها)

جامع حروف إنجليزي، وتعني «يقفز الثعلب البني السريع فوق الكلب الكسول» وهي عبارة تضم جميع الأحرف الإنجليزية، تستعمل للتدرب على الطباعة وتجريب الآلات الكاتبة ولوحات مفاتيح الحواسيب، وعرض أمثلة للخطوط الطباعية وتطبيقات كتابية أخرى تتطلب استعمال جميع الحروف الألفبائية. تعود شهرة الجملة واستعمالها الواسع إلى قصرها وبساطتها.

## مقطع صوتي
مقطع صوتي: ()